# Vlag van Bemmel

Vlag van de voormalige gemeente Bemmel
(1961-2001)

Het begrip vlag van Bemmel kan zowel betrekking hebben op de gemeentevlag die van 1961 tot 2001 werd gebruikt, als op de dorpsvlag van Bemmel.

## Gemeentevlag
De gemeentevlag van Bemmel is het gemeentelijk dundoek van de voormalige gemeente Bemmel in de Nederlandse provincie Gelderland. De vlag werd per raadsbesluit aangenomen op 2 juni 1961.
De beschrijving luidt:
Wit, met op het midden drie zwarte schaaktorens, geplaatst twee en een.
Het vlagbeeld is gelijk aan dat van het gemeentewapen.
Op 1 januari 2001 is Bemmel opgegaan in de gemeente Lingewaard, waarmee de vlag als gemeentevlag kwam te vervallen. Tot 1 januari 2003 droeg de nieuwe gemeente de naam Bemmel.

## Dorpsvlag

Dorpsvlag van Bemmel

De dorpsvlag van Bemmel is in 2022 speciaal ontworpen voor de 'Dag van de Bemmelse Vlag'. Op 9 april wordt in Bemmel de jaarlijkse 'Dag van de Bemmelse Vlag' gevierd. Op deze dag hangen er in de plaats veel Bemmelse vlaggen.
De beschrijving luidt:
Wit, met op het midden het volledige gemeentewapen.

## Verwante afbeelding

Wapen van Bemmel

## Verder lezen
- Sierksma, K., Nederlands Vlaggenboek. Het Spectrum (1962 (herdruk 2008)), p. 46-47. ISBN 9789031502882.

Ammerzoden 
· Angerlo 
· Batenburg 
· Beesd 
· Bemmel 
· Bergh 
· Bergharen 
· Beusichem 
· Borculo 
· Brakel 
· Didam 
· Dinxperlo 
· Dodewaard 
· Dreumel 
· Echteld 
· Eibergen 
· Elst 
· Ewijk 
· Geldermalsen 
· Gendringen 
· Gendt 
· Gorssel 
· Groenlo 
· Groesbeek 
· Hedel 
· Heerewaarden 
· Hemmen 
· Hengelo 
· Herwen en Aerdt 
· Heteren 
· Heukelum 
· Hoevelaken 
· Horssen 
· Huissen 
· Hummelo en Keppel 
· Hurwenen 
· Kerkwijk 
· Kesteren 
· Laren 
· Lichtenvoorde 
· Lienden 
· Lingewaal 
· Maurik 
· Millingen aan de Rijn 
· Neede 
· Neerijnen 
· Overasselt 
· Rijnwaarden 
· Rossum 
· Ruurlo 
· Steenderen 
· Ubbergen 
· Valburg 
· Vorden 
· Wadenoijen 
· Wamel 
· Warnsveld 
· Wehl 
· Wisch 
· Zelhem 
· Zoelen
Acquoy
· Beekbergen-Lieren
· Beemte Broekland
· Bemmel
· Bennekom
· Bredevoort
· Deil
· Doornenburg
· Ederveen
· Elden
· Emst
· Enspijk
· Epse
· Gameren
· Gellicum
· Groenlo
· Harskamp
· Herwijnen
· Heukelum
· Heveadorp
· Hoenderloo
· Kerkdriel
· Klarenbeek
· Kootwijkerbroek
· Laag-Keppel
· Laag-Soeren
· Lathum
· Leuvenum
· Loenen
· Loil
· Meteren
· Netterden
· Oosterhuizen
· Radio Kootwijk
· Rumpt
· Schaarsbergen
· Spijk
· Stroe
· Teuge
· Uddel
· Ugchelen
· Vaassen
· Vierhouten
· Voorthuizen
· Vredenburg/Kronenburg